# Grampo

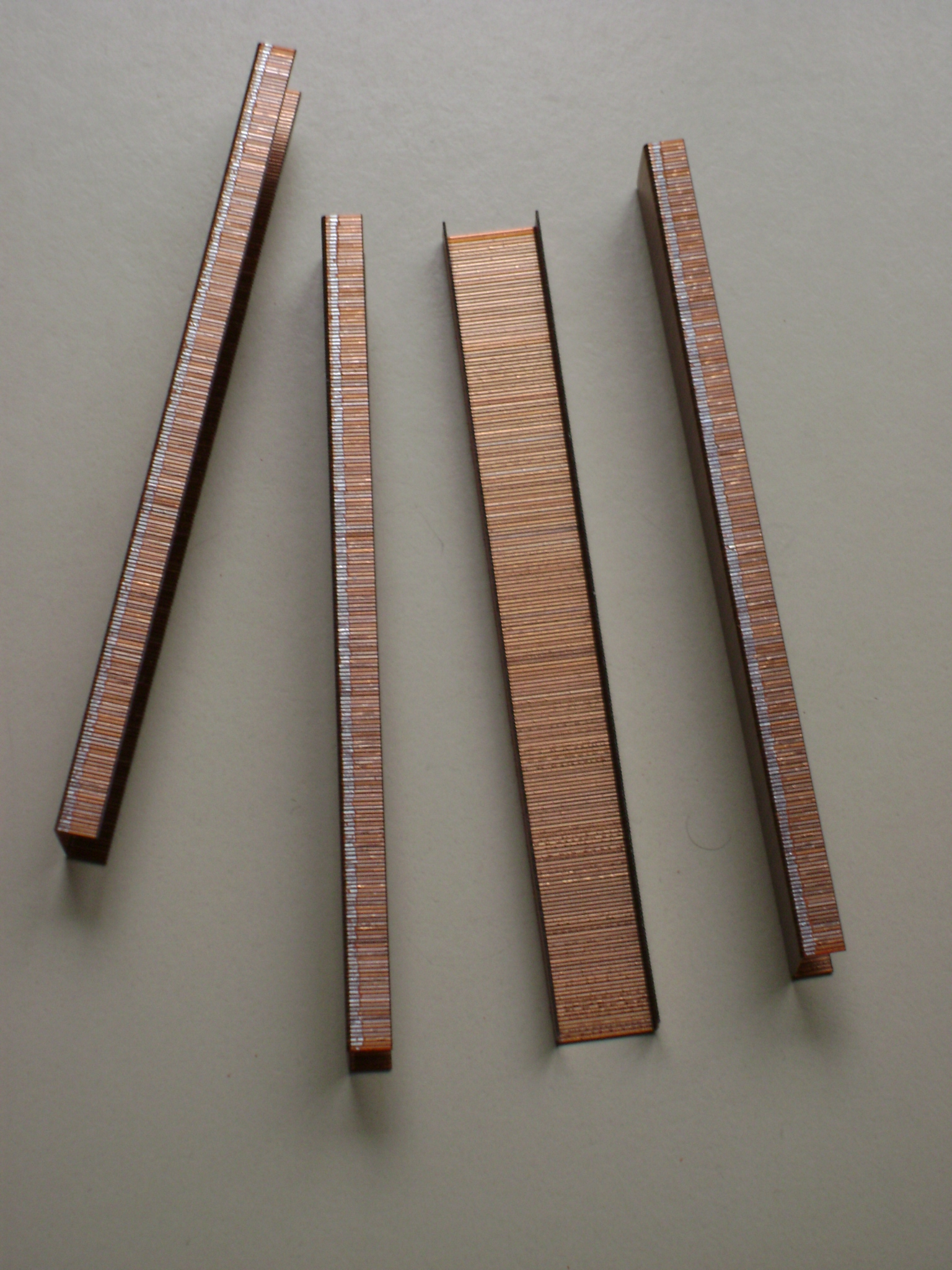
Conjunto de grampos.

Grampos (português brasileiro) ou agrafos (português europeu) são a carga utilizada pelo grampeador ou agrafador, e feita para prender folhas às outras ou em murais, possuindo tamanhos padronizado (em formato de U).